# Okuro Oikawa
Okuro Oikawa (及川奥郎?, Oikawa Okurō; 1896 – 1980) è stato un astronomo giapponese.
Oikawa scoprì diversi asteroidi.
L'asteroide 2667 Oikawa prende il nome da lui .

## Asteroidi scoperti
Oikawa ha scoperto o coscoperto 8 asteroidi:
| Asteroide   | Designaz. provv. | Data della scoperta | Coscopritore/i |
| ----------- | ---------------- | ------------------- | -------------- |
| 1088 Mitaka | 1927 WA          | 17 novembre 1927    | -              |
| 1089 Tama   | 1927 WB          | 17 novembre 1927    | -              |
| 1090 Sumida | 1928 DG          | 20 febbraio 1928    | -              |
| 1098 Hakone | 1928 RJ          | 5 settembre 1928    | -              |
| 1139 Atami  | 1929 XE          | 1º dicembre 1929    | Kazuo Kubokawa |
| 1185 Nikko  | 1927 WC          | 17 novembre 1927    | -              |
| 1266 Tone   | 1927 BD          | 23 gennaio 1927     | -              |
| 1584 Fuji   | 1927 CR          | 7 febbraio 1927     | -              |